# Quercus asymmetrica
Quercus asymmetrica är en bokväxtart som beskrevs av Paul Robert Hickel och Aimée Antoinette Camus. Quercus asymmetrica ingår i släktet ekar, och familjen bokväxter. Inga underarter finns listade.